# 水谷丰
水谷丰（日语：／ Mizutani Yutaka，1952年7月14日—）是日本著名男演员，歌手，电影导演。

## 生平
1952年出生于日本北海道芦别市。
1965年加入向日葵剧团，并1968年于电视剧《狼人传说》中首次出演，此后一度退出剧团并准备参加大学考试，但最终考试失败并于1972年重回演艺界。
1978年，水谷丰出演电视剧《热中时代》的主角，该剧曾获得最高46.7%的收视率，也使水谷本人收到了很多观众的欢迎。
2000年，《相棒》开播，水谷丰饰演主角杉下右京，并随该剧的成功继续活跃。
2017年，水谷丰导演电影《TAP THE LAST SHOW》，此亦为其导演出道作。
水谷丰也作为歌手活动。1977年，其演唱的《热中时代·刑事篇》主题曲《加州情缘》一度风靡，此后于1986年一度休止歌手活动。2008年，水谷丰再度作为歌手活动，并出席了该年年末的第59回NHK紅白歌合戰。

## 家庭
1982年，水谷丰与《热中时代·刑事篇》女主角饰演者Miki McKenzien结婚，但于1986年5月离婚。此后，其于曾公演过的女演员伊藤兰情投意合，并于1989年1月结婚。次年，女儿趣里出生，長大後繼承父母事業成為演員。